# Sherrard
Sherrard és una població dels Estats Units a l'estat d'Illinois. Segons el cens del 2000 tenia 694 habitants.

## Demografia
Segons el cens del 2000, Sherrard tenia 694 habitants, 271 habitatges, i 201 famílies. La densitat de població era de 638 habitants/km².
Dels 271 habitatges en un 34,3% hi vivien nens de menys de 18 anys, en un 60,9% hi vivien parelles casades, en un 11,4% dones solteres, i en un 25,5% no eren unitats familiars. En el 22,9% dels habitatges hi vivien persones soles l'11,4% de les quals corresponia a persones de 65 anys o més que vivien soles. El nombre mitjà de persones vivint en cada habitatge era de 2,56 i el nombre mitjà de persones que vivien en cada família era de 2,99.
Per edats la població es repartia de la següent manera: un 26,1% tenia menys de 18 anys, un 9,2% entre 18 i 24, un 29,5% entre 25 i 44, un 22,5% de 45 a 60 i un 12,7% 65 anys o més.
L'edat mediana era de 37 anys. Per cada 100 dones de 18 o més anys hi havia 92,9 homes.
La renda mediana per habitatge era de 47.171 $ i la renda mediana per família de 52.604 $. Els homes tenien una renda mediana de 35.455 $ mentre que les dones 21.304 $. La renda per capita de la població era de 18.967 $. Aproximadament el 4,6% de les famílies i el 5% de la població estaven per davall del llindar de pobresa.

## Poblacions properes
El següent diagrama mostra les poblacions més properes.